# Post Luxembourg
Post Luxembourg (укр. Пошта Люксембургу) — національний оператор поштового зв'язку Люксембургу зі штаб-квартирою в Люксембурзі. Є державною компанією, яка підпорядкована уряду Люксембургу. Член Всесвітнього поштового союзу.
Підпорядковується Міністру зв'язку, який підпорядковується Прем'єр-міністру в якості Державного міністра.
P&T володіє акціями ще шістнадцяти компаній, включаючи контрольні пакети акцій в дата-центрах eBRC (100%), Editus.lu (100%), Eltrona, HotCity, Infomail (45%), Intech, Michel Greco (60%), Netcore (100%), POST Telecom (100%), POST PSF Consulting (100%), Victor Buck Services (мажоритарний пакет), Visual Online (51%).
30 вересня 2013 року P&TLuxembourg і LuxGSM об'єдналися в єдиний бренд POST Luxembourg. Таким чином, мережа LUXGSM була перейменована на POST.